# Aplodontiidae
Los aplodóntidos (Aplodontiidae) también conocida como Aplodontidae, Haplodontiidae o Haploodontini es una familia de roedores esciuromorfos. Se conocen fósiles desde el Oligoceno hasta el Mioceno en Asia, el Oligoceno en Europa y desde el Oligoceno hasta la actualidad en Norteamérica, donde vive el único representante actual de la familia, el castor de montaña (Aplodontia rufa). Los miembros más basales de la familia son Ephemeromys y Lophallomys.
Tradicionalmente clasificada como la única familia no extinta del suborden Protrogomorpha. Puede ser una familia hermana de la familia Sciuridae.

## Sistemática
Se conocen los siguientes géneros:
- †Ameniscomys Dehm, 1950
- †Ansomys Qiu, 1987
- Aplodontia Richardson, 1829
- †Dakotallomys[3] Tedrow and Korth, 1999
- †Disallomys[4] Korth, 2009
- †Ephemeromys Wang & Heissig, 1984
- †Haplomys Miller and Gidley, 1918
- †Leptoromys[5] Tedrow and Korth, 1997
- †Liodontia Miller and Gidley, 1918
- †Meniscomys Cope, 1879
- †Niglarodon Black, 1961
- †Ninamys[1] Vianey-Liaud, Rodrigues & Marivaux, 2013
- †Oligopetes Heissig, 1979
- †Paracitellus Dehm, 1950
- †Paransomys[1] Vianey-Liaud, Rodrigues & Marivaux, 2013
- †Proansomys[6] Bi, Meng, McLean, Wu, Ni & Ye, 2013
- †Prosciurus Matthew, 1910
- †Pseudaplodon Miller, 1927
- †Sciurodon Schlosser, 1884
- †Selenomys Matthew and Granger, 1923
- †Sewelleladon Shotwell, 1958
- †Tardontia Shotwell, 1958
- †Trigonomys Heissig, 1979